# Спартак (футбольний клуб, Пловдив)
Професійний футбольний клуб «Спартак» Пловдив (болг. ПФК Спартак Пловдив) — колишній болгарський футбольний клуб із Пловдива, що існував у 1947—2016 роках. Домашні матчі приймав на стадіоні «Тодор Дієв», місткістю 3 500 глядачів.

## Досягнення
- Чемпіонат Болгарії
  - Чемпіон: 1963
  - Срібний призер: 1962
- Кубок Болгарії
  - Володар: 1958
  - Фіналіст: 1955, 1959
- Балканський кубок
  - Фіналіст: 1964.